# كلوديا مارتين
كلوديا مارتين (بالإسبانية: Claudia Martín)‏ هي ممثلة مكسيكية، ولدت في 28 أغسطس 1989 في ولاية واهاكا في المكسيك.

## وصلات خارجية
- كلوديا مارتين على موقع IMDb (الإنجليزية)
- كلوديا مارتين على موقع قاعدة بيانات الفيلم (الإنجليزية)